# MS Sleipner
MS Sleipner var ligesom som MS Draupner en katamaran-passagerfærge bygget af Austal Ships i Australien, der 1999 leveredes til Hardanger Sunnhordlandske Dampskipsselskap (HSD) og indsattes på Flaggruten mellem Stavanger, Haugesund og Bergen).
Fredag den 26. november 1999 kl. 18.50 forlod Sleipner Haugesund med 85 personer ombord og kurs mod Bergen, men kort efter grundstødte hurtigfærgen på klippeskæret Store Bloksen i Sletta-farvandet et par km nord for Ryvarden fyr i Sveio kommune i Hordaland.
Kl. 19.08 varsledes kystredningstjenesten og 40 minutter senere sank færgen. 69 personer reddedes, mens 16 omkom.
Ved forliset blev færgen totalskadet.

## Eksterne links
- Sleipner & Draupner (Webside ikke længere tilgængelig) - austal.com
- Hurtigbåten MS Sleipners forlis 26. november 1999 Arkiveret 19. oktober 2012 hos  Wayback Machine  Arkiveret 19. oktober 2012 hos  Wayback Machine - regjeringen.no
- Sinking of the MS Sleipner on 26 November, 1999 – KAMEDO-report 77 Arkiveret 4. marts 2016 hos  Wayback Machine - socialstyrelsen.se
- H/B ”SLEIPNER” 1999 - skipsarkiv-rogaland.net
- Sleipner (Webside ikke længere tilgængelig) - vesselfinder.com
- Sleipner - 9193032 - Passengers ship Arkiveret 24. juni 2016 hos  Wayback Machine - maritime-connector.com
- MV Sleipner (+1999) - wrecksite.eu
- RINA-Canepa & Campi: quando il made in Italy è criminale Arkiveret 20. november 2012 hos  Wayback Machine Canepa & Campi – Made in Italy CRIMINALE!  Arkiveret 5. april 2012 hos  Wayback Machine - piemonte.indymedia.org
- Katamaran sank ud for den norske kyst - BT 26. november 1999.
- 11 omkommet i norsk skibsforlis - Jyllands-Posten 26. november 1999.
- Einar er helten fra «Sleipner» - dagbladet.no 28. november 1999.
- Ulykkesfærge måtte ikke sejle i hård sø Berlingske 29. november 1999.
- Hård kritik af hurtigfærge - Ingeniøren 8. november 2000.
- Får millionerstatning 13 år etter Sleipner-forliset - NRK 18. december 2012.